# 多比理岐志麻流美神
多比理岐志麻流美神（タヒリキシマルミ）は、日本神話に登場する神。

## 概要
『古事記』の大国主神の系譜に5世の孫神として登場するが、神名のみで事跡も語られていないため、その名義も不明である。十七世神（とおまりななよのかみ）の一柱である国津神。「タヒリキ」・「シマルミ」から平坦な島と海と捉えることもできるが真相は不明。

## 系譜

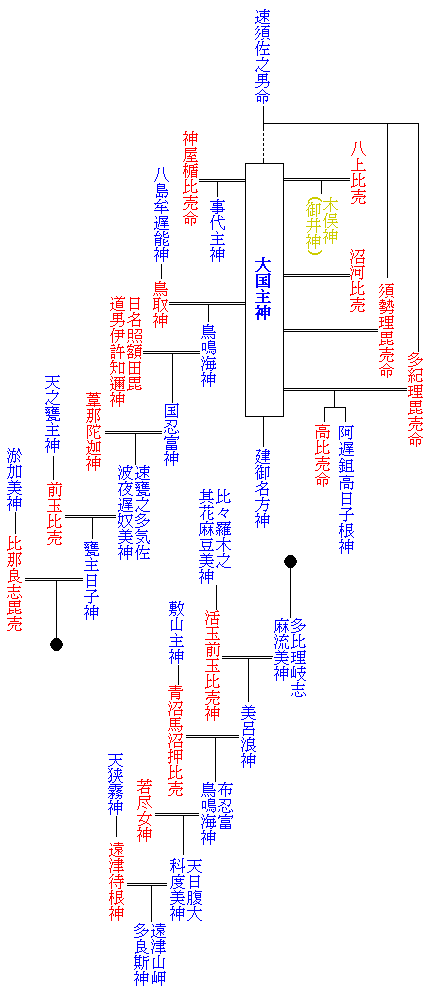
大国主の系図（『古事記』による）。青は男神、赤は女神、黄は性別不詳

大国主神の4世孫の甕主日子神が淤加美神の娘の比那良志毘売を娶って生んだ神で、比々羅木之其花麻豆美神の娘の活玉前玉比売神を娶って美呂浪神を産んだ。

## 祀る神社
- 多比鹿神社（三重県三重郡菰野町田光） - 主祭神